# Germarostes pauliani
Germarostes pauliani là một loài bọ cánh cứng trong họ Hybosoridae. Loài này được Chalumeau & Cambefort miêu tả khoa học năm 1976.